# Chiesa di Santa Maria (Wittenberg)

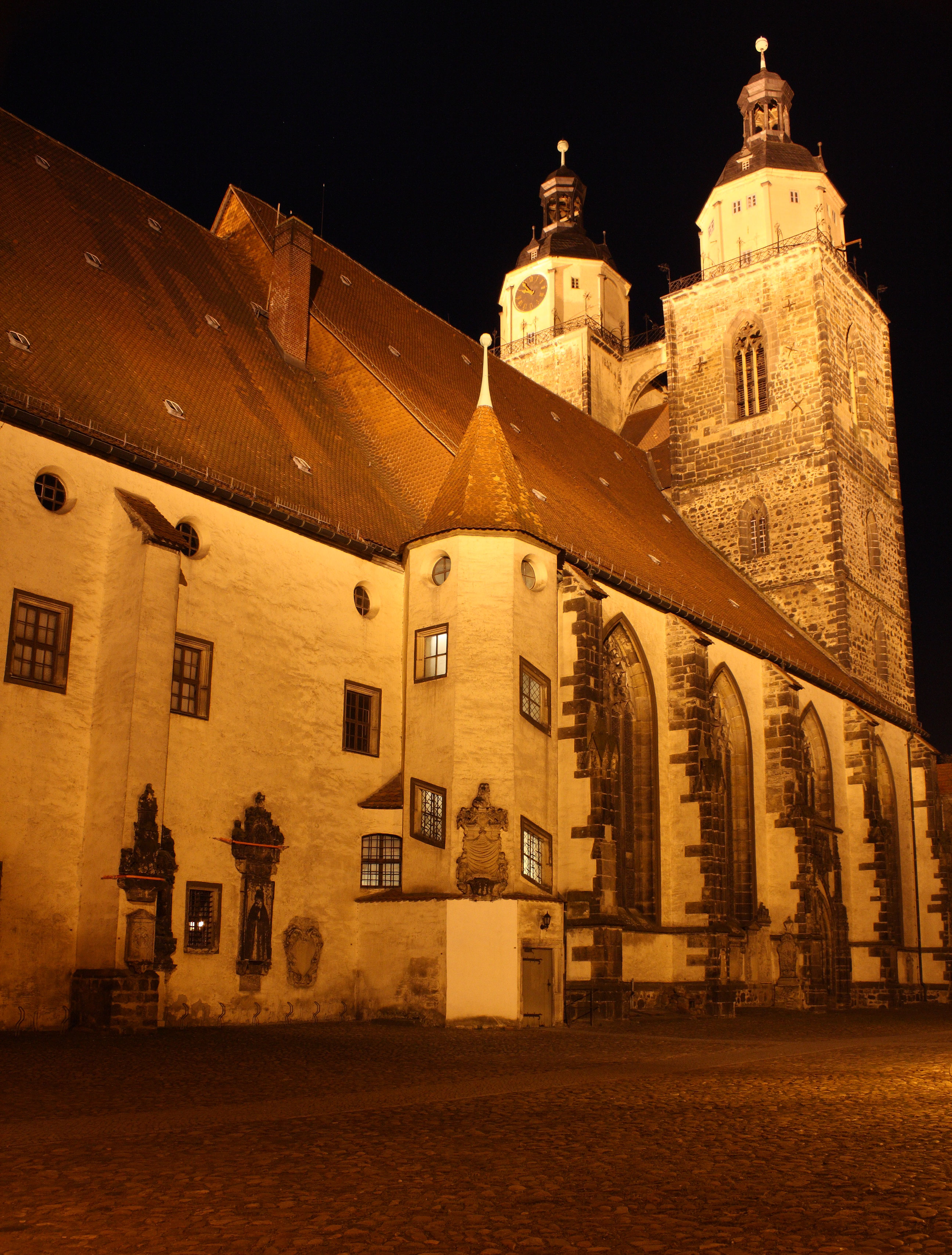
La chiesa di notte (2010)

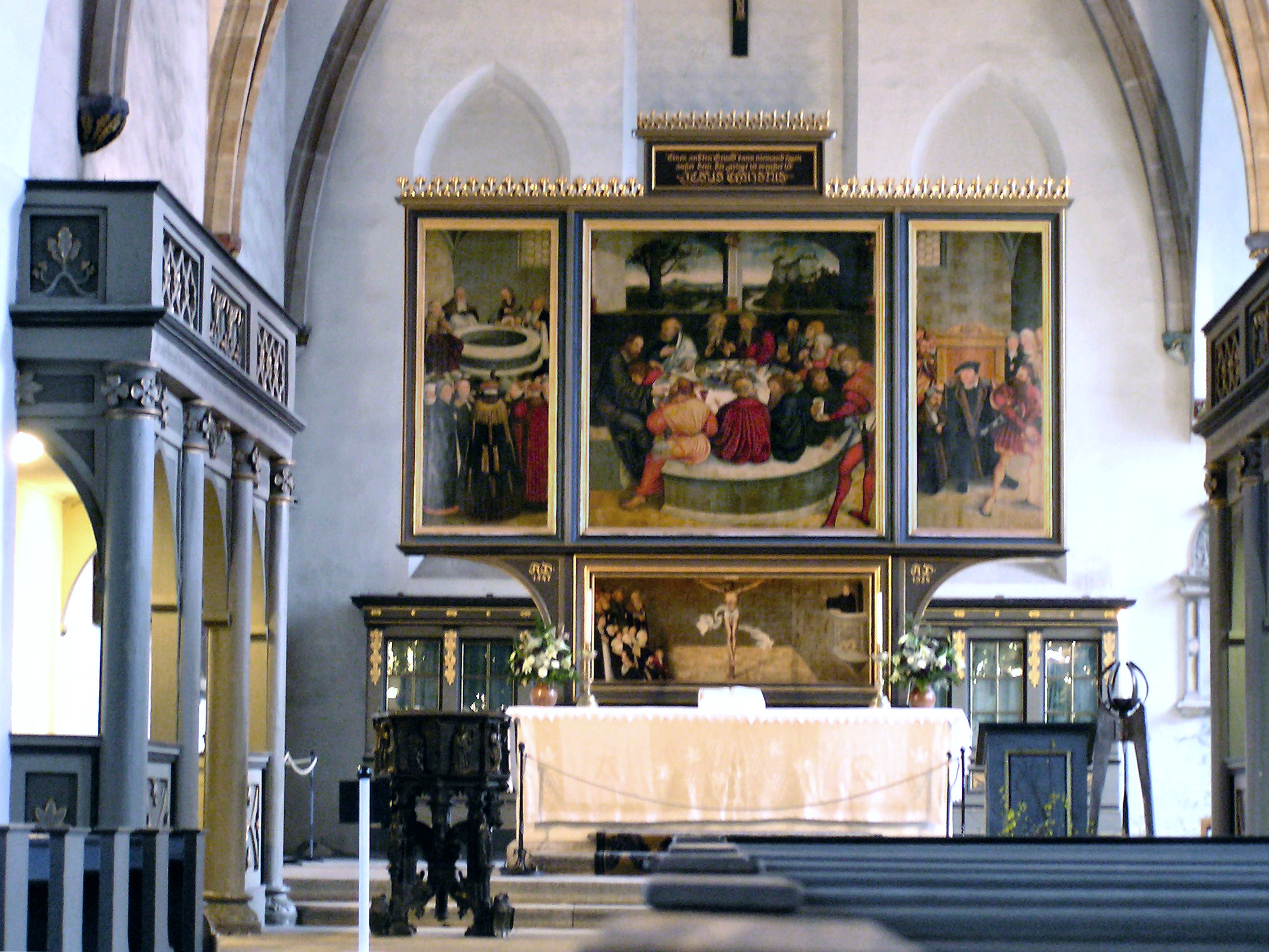
Pala d'altare di Lucas Cranach il Vecchio e Lucas Cranach il Giovane ("Altare della Riforma")

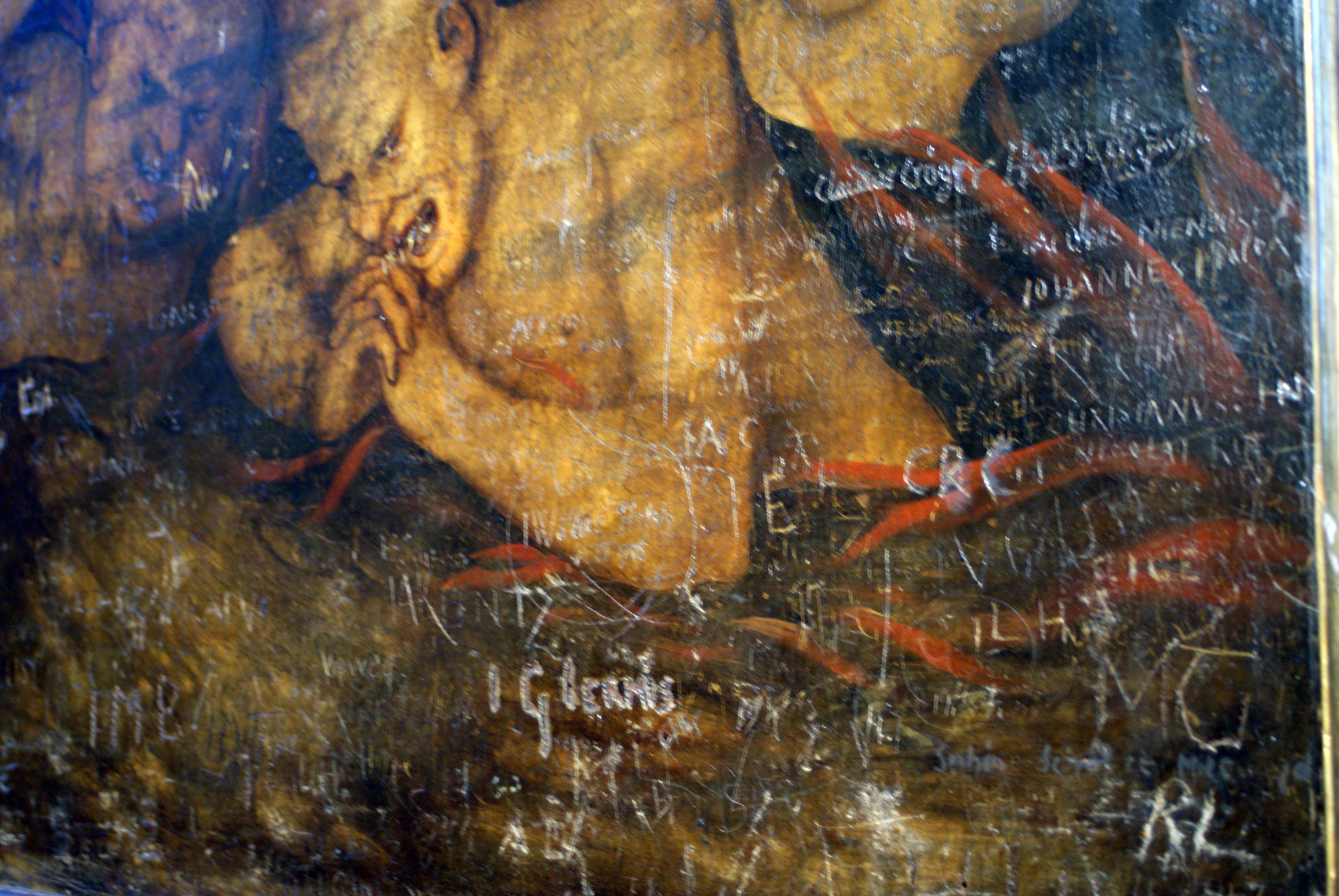
Pittura deteriorata sul retro dell'altare della Riforma, prima del restauro

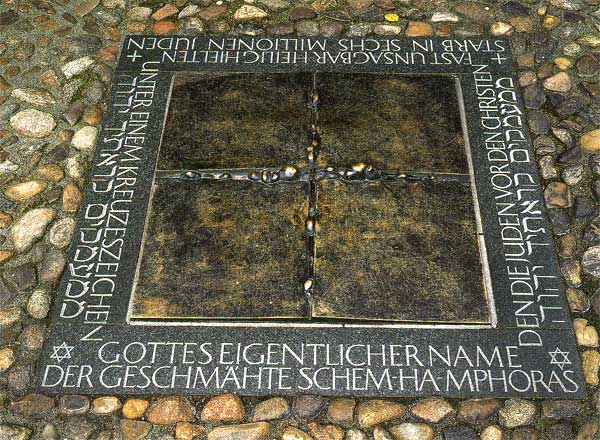
Targa in rilievo sul pavimento sulla facciata sud sotto il "Judensau"

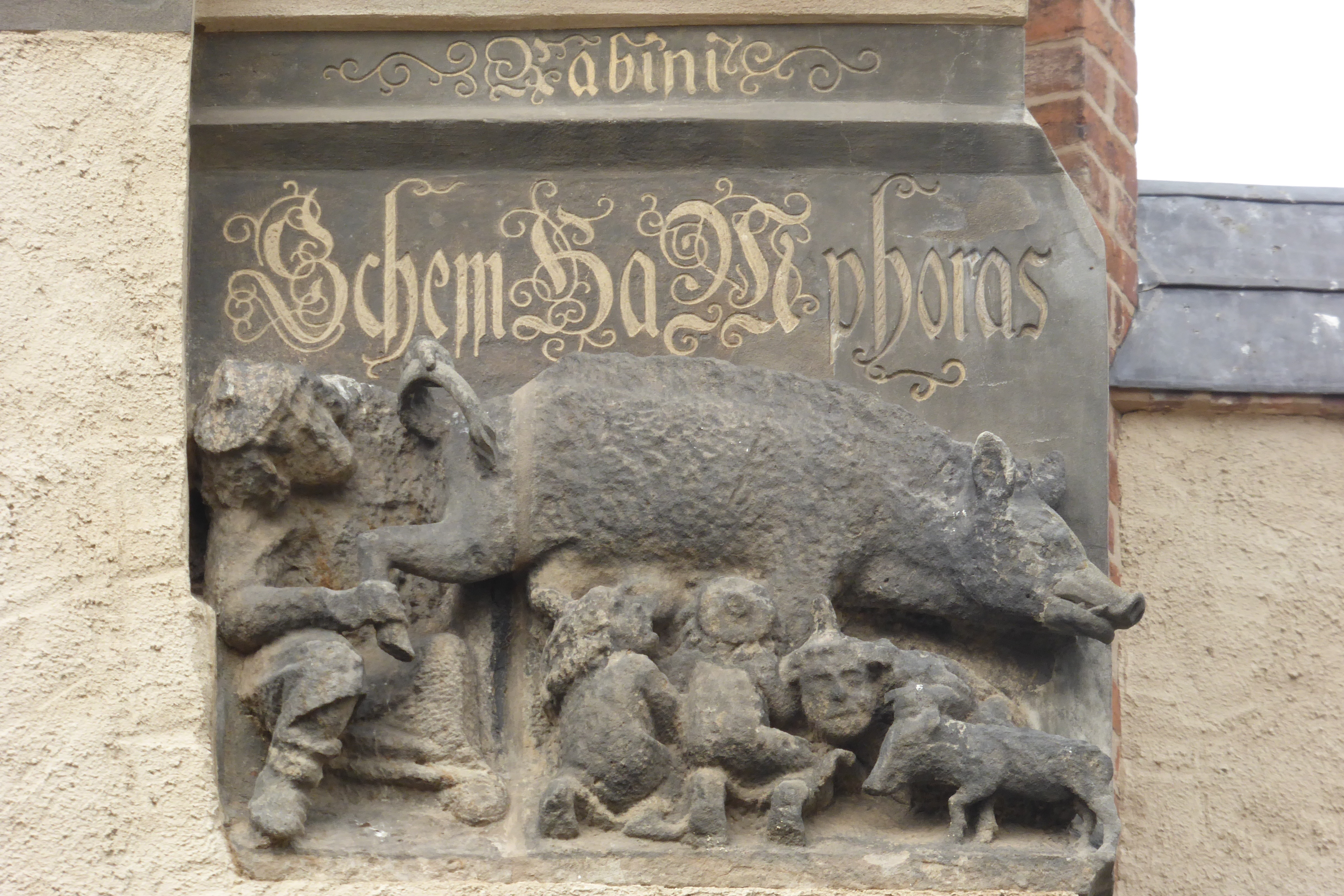
Raffigurazione dello "Judensau" sulla facciata sud

La chiesa di Santa Maria a Lutherstadt Wittenberg è una chiesa cittadina nella quale predicarono i riformatori Martin Lutero e Johannes Bugenhagen. Qui la Santa Messa è stata celebrata per la prima volta in tedesco e la Cena del Signore è stata distribuita per la prima volta alla comunità "in entrambe le forme" del pane e del vino. Il tempio è quindi la chiesa madre della Riforma e fa parte del sito Memoriali di Lutero a Eisleben e Wittenberg, dal 1996 inserita nella lista de Patrimonio dell'umanità dell'UNESCO.

## Storia
Nel 1187 la chiesa parrocchiale di Santa Maria venne menzionata per la prima volta in un documento. In origine avrebbe dovuto essere una chiesa in legno che apparteneva alla diocesi di Brandeburgo. L'odierno presbiterio e la sua navata meridionale furono costruiti intorno al 1280. Tra il 1412 e il 1439 la pianta della chiesa venne trasformata a tre navate e furono erette le torri, inizialmente coronate da una piramide in pietra. Nel 1522, durante l'iconoclastia iniziata da Andrea Carlostadio, quasi l'intero interno fu demolito e rimosso. Martin Lutero tornò da Wartburg e tenne qui i suoi famosi sermoni Invocativi. Durante la Guerra di Smalcalda, del 1547, le piramidi di pietra furono rimosse dalle torri per creare piattaforme per i cannoni. Nel 1556 furono collocate le cappe ottagonali e furono eretti un orologio e una casatorre (abitata fino al 1945). Quindi furono aggiunti il frontone orientale e una sala per gli ordinandi. Nel 1811 l'interno della chiesa fu ridisegnato in stile neogotico su progetto di Carlo Ignazio Pozzi.
Una profonda ristrutturazione seguì nel 1928 e nel 1980/1983. Nel 2010, in preparazione del 500º anniversario della Riforma, che ricorreva nel 2017, iniziarono i lavori per un'altra ristrutturazione completa. Il 30 novembre 2014 la chiesa è stata nuovamente consacrata dopo i lavori di costruzione. La ristrutturazione delle torri è stata sospesa per motivi economici ed è stata completata nell'estate del 2015.
Dall'inizio del 2013, il cantante lirico e intrattenitore Gunther Emmerlich è il mecenate della campagna di raccolta fondi "500 × 500", con la quale ha trovato 500 persone, associazioni, famiglie o aziende, e ciascuna ha donato 500 euro o più per la ristrutturazione della chiesa.

## Opere d'arte
Nella chiesa c'è un dipinto di Lucas Cranach il Vecchio e di suo figlio Lucas Cranach il Giovane sull'altare comunemente indicato come "Altare della Riforma". Cranach il Vecchio progettò l'altare e dipinse la maggior parte della pala; il figlio dipinse i pannelli sul retro e completò la parte anteriore. La pala fu completata nel 1547 e collocata nella chiesa nello stesso anno. Secondo la tradizione, Johannes Bugenhagen consacrò l'altare. Il pannello centrale della pala mostra l'Ultima Cena, con Martin Lutero (come uno degli apostoli). La predella mostra anche Lutero che predica, davanti al crocifisso, alla congregazione di Wittenberg. Nella raffigurazione del sacramento del battesimo sul pannello sinistro, Filippo Melantone battezza il bambino. Il pannello di destra mostra Johannes Bugenhagen. Nel 2016 è stato restaurato l'altare.
Sul muro esterno meridionale è visibile la rappresentazione pittorica tridimensionale della scrofa ebrea datata dall'Alto Medioevo. Questo motivo antisemita divenne popolare nel Medioevo. "Adornò" (in alcuni casi fino ad oggi) edifici pubblici e chiese e fu poi usato per diffamare e deridere gli ebrei. Nel 1988 fu collocata una targa commemorativa, realizzata dallo dello scultore Wieland Schmiedel, nel terreno sotto la raffigurazione dello Judensau per conto della comunità della chiesa cittadina per attirare l'attenzione sulle conseguenze storiche dell'odio verso gli ebrei. Nel 2019 il tribunale distrettuale è stato chiamato a decidere se rimuovere il rilievo. Nel febbraio 2020, il tribunale regionale superiore di Naumburg ha confermato che questo rilievo poteva essere mantenuto.
L'organo è stato costruito nel 1983 dalla società di costruzione di organi Sauer (Francoforte sull'Oder). Sono state utilizzate parti degli organi precedenti. La grande sezione centrale del buffet è stata ripresa dall'organo del 1811, sono stati utilizzati anche alcuni registri dell'organo del 1928. Lo strumento ha 53 registri su tre manuali e un pedale.
C'era anche un organo corale funzionante sulla galleria a sud dell'altare, che però è stato rimosso durante i più recenti lavori di costruzione.

## Campane
All'inizio degli anni 2000, il campanile della torre sud, comprendente la Marienglocke e la campana della domenica, è stato rinnovato. Queste campane sono state appese a nuovi gioghi di quercia e dotate di nuovi battagli. In questa occasione è stata fusa la campana di Orate. La grande campana verrà ripristinata in futuro e sarà dotata anche di un giogo in legno e di un nuovo battaglio.